# 腳尾紙
腳尾紙，是台灣、中國大陸福建、广东等地民間喪葬習俗之一。

## 習俗作用
親人過世之後，家屬在親人遺體的头部一端隔开一定距离点一盏油灯或蠟燭，即頭前燈（也有给死者点上脚尾灯，象徵照耀往陰間的路）；双足要固定在一张矮凳上，腳邊要燒紙錢，以為其靈魂前往陰間的花費。

## 参閲
- 腳尾飯